# Blato (Olaška mikroregija, Mađarska)
Blato (mađ. Balotaszállás) je selo u središnjoj Mađarskoj.
Zauzima površinu od 104,94 km četvornih.

## Zemljopisni položaj
Nalazi se u regiji Južni Alföld, na 46°21' sjeverne zemljopisne širine i 19°35' istočne zemljopisne dužine.

## Upravna organizacija
Upravno pripada olaškoj mikroregiji u Bačko-kiškunskoj županiji. Poštanski broj je 6412.

## Povijest
Prema mađarskoj legendi, mađarsko ime (Balota) je dobilo prema kumanskom kapetanu. 
Za vrijeme turske okupacije je selo razoreno. Jedna od pusta se zvala Halas.
Samostalno je od 1952. godine. Do te godine je nosilo ime Gőböljárás i bilo je dijelom grada Kiskunhalasa. Iste godine je od još nekoliko dijelova tog grada formirano selo Blato.

## Stanovništvo
U Blatu živi 1657 stanovnika (2005.). Mađari su većina. Roma je 2,2%, Nijemaca je 0,2% te ostalih. Rimokatolika je 64%, kalvinista je 9,3%, grkokatolika 0,7%, luterana je 0,5% te ostalih.